# Shimano Racing Team/Saison 2011
Dieser Artikel listet Erfolge und Mannschaft des Shimano Racing Teams in der Saison 2011 auf.

## Erfolge in der UCI Asia Tour
| Datum         | Rennen                     | Kat. | Fahrer          |
| ------------- | -------------------------- | ---- | --------------- |
| 16. September | 1. Etappe Tour de Hokkaidō | 2.2  | Ryōta Nishizono |
| 13. November  | 2. Etappe Tour de Okinawa  | 2.2  | Yūsuke Hatanaka |

## Zugänge – Abgänge
| Zugänge         | Team 2010 | Abgänge              | Team 2011 |
| --------------- | --------- | -------------------- | --------- |
| Kazuki Aoyanagi | Neoprofi  | Yoshimitsu Hiratsuka | Unbekannt |
| Ryōta Nishizono | Neoprofi  | Yoshinori Iino       | Unbekannt |

## Mannschaft
| Name              | Geburtstag        | Nationalität |
| ----------------- | ----------------- | ------------ |
| Kazuki Aoyanagi   | 21. Februar 1989  | Japan        |
| Kazutaka Fukao    | 8. Mai 1981       | Japan        |
| Yūsuke Hatanaka   | 21. Juni 1985     | Japan        |
| Jumpei Murakami   | 28. August 1985   | Japan        |
| Masahito Nakakura | 8. Juli 1984      | Japan        |
| Ryōta Nishizono   | 1. September 1987 | Japan        |
| Shinri Suzuki     | 25. Dezember 1974 | Japan        |
| Yuzuru Suzuki     | 6. November 1985  | Japan        |

## Platzierungen in UCI-Ranglisten
UCI Asia Tour 2011
|      | Fahrer          | Punkte |
| ---- | --------------- | ------ |
| 30.  | Yūsuke Hatanaka | 88     |
| 66.  | Shinri Suzuki   | 43     |
| 67.  | Ryōta Nishizono | 43     |
| 134. | Yuzuru Suzuki   | 19     |